# Grand Prix moto de France 1953
Le Grand Prix moto de France 1953 est la sixième manche du Championnat du monde de vitesse moto 1953. La compétition s'est déroulée le 1er au 2 août 1953 sur le Circuit de Rouen-les-Essarts. C'est la 23e édition du Grand Prix moto de France et la 2e édition comptant pour le championnat du monde.

## Résultats des 500 cm³
| Pos  | Pilote             | Moto      | Temps/Écart       | Points |
| ---- | ------------------ | --------- | ----------------- | ------ |
| 1    | Geoff Duke         | Gilera    | 1 h 34 min 09 s 2 | 8      |
| 2    | Reg Armstrong      | Gilera    | +16 s 8           | 6      |
| 3    | Alfredo Milani     | Gilera    | +1 min 04 s 4     | 4      |
| 4    | Ken Kavanagh       | Norton    | +1 min 14 s 4     | 3      |
| 5    | Giuseppe Colnago   | Gilera    | +1 min 32 s 7     | 2      |
| 6    | Jack Brett         | Norton    | +2 min 05 s 4     | 1      |
| 7    | Rod Coleman        | AJS       | +1 tour           |        |
| 8    | Dickie Dale        | Gilera    | +1 tour           |        |
| 9    | Pierre Cherrier    | Norton    | +3 tours          |        |
| 10   | Robin Fitton       | Norton    | +6 tours          |        |
| 11   | Sidney Mason       | Norton    | +7 tours          |        |
| 12   | Pierre Monneret    | Gilera    |                   |        |
| Abd. | Jost Albisser      | Norton    | Abandon           |        |
| Abd. | Friedel Schön      | Horex     | Abandon           |        |
| Abd. | Georges Burggraf   | Norton    | Abandon           |        |
| Abd  | Auguste Goffin     | Norton    | Abandon           |        |
| Abd. | Georges Monneret   | Gilera    | Abandon           |        |
| Abd. | Tommy Wood         | Norton    | Abandon           |        |
| Abd. | Leo-Trevor Simpson | Matchless | Abandon           |        |

## Résultats des 350 cm³
| Pos | Pilote            | Moto       | Temps             | Points |
| --- | ----------------- | ---------- | ----------------- | ------ |
| 1   | Fergus Anderson   | Moto Guzzi | 1 h 13 min 24 s 7 | 8      |
| 2   | Pierre Monneret   | AJS        | +1 min 55 s 3     | 6      |
| 3   | Enrico Lorenzetti | Moto Guzzi | +1 tour           | 4      |
| 4   | Josef Albisser    | Norton     | +2 tours          | 3      |
| 5   | Tommy Wood        | Norton     | +2 tours          | 2      |
| 6   | V Ray Laurent     | AJS        | +2 tours          | 1      |
| 7   | Auguste Goffin    | Norton     |                   |        |
| 8   | ...               | ...        |                   |        |

## Résultats des Sidecars
| Pos | Pilote           | Passager           | Moto   | Temps         | Points |
| --- | ---------------- | ------------------ | ------ | ------------- | ------ |
| 1   | Eric Oliver      | Stanley Dibben     | Norton | 52 min 48 s 8 | 8      |
| 2   | Cyril Smith      | Les Nutt           | Norton | +1 min 17 s 2 | 6      |
| 3   | Hans Haldemann   | Josef Albisser     | Norton | +1 tour       | 4      |
| 4   | Julien Deronne   | Bruno Leys         | Norton | +1 tour       | 3      |
| 5   | Marcel Masuy     | Jules Nies         | Norton | +1 tour       | 2      |
| 6   | Jean Murit       | Francis Flahaut    | Norton | +1 tour       | 1      |
| 7   | Jacques Drion    | Inge Stoll-Laforge | Norton | +2 tours      |        |
| 8   | Loni Neußner     | ?                  | Norton |               |        |
| 9   | Fritz Hillebrand | Georg Barth        | BMW    |               |        |
| 10  | ...              | ...                |        |               |        |